# Quế trèn
Quế trèn hay còn gọi quế rành, trèn trèn trắng (danh pháp khoa học: Cinnamomum burmannii) là loài thực vật có hoa trong họ Nguyệt quế. Loài này được (Nees & T.Nees) Blume miêu tả khoa học đầu tiên năm 1826.

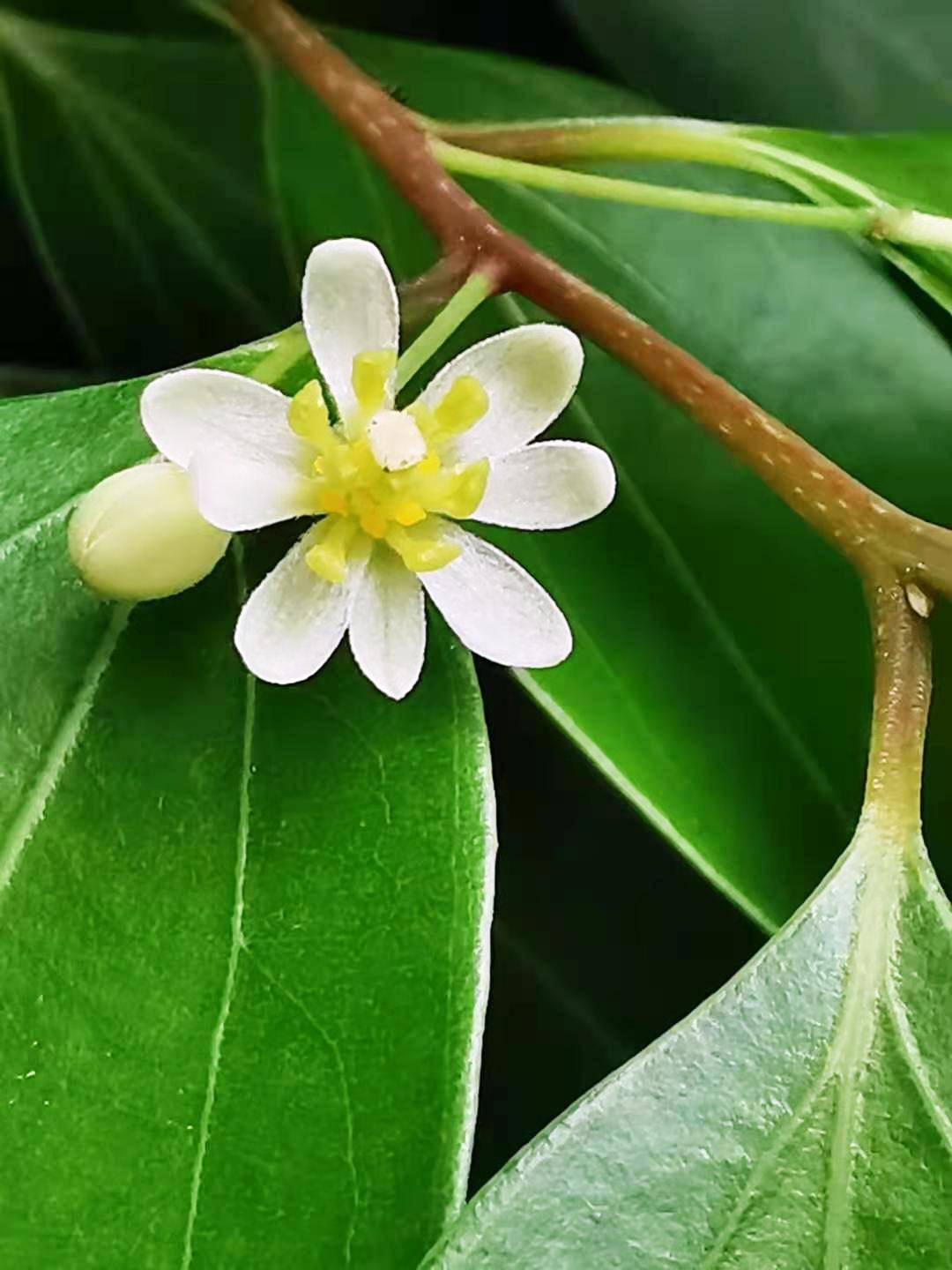
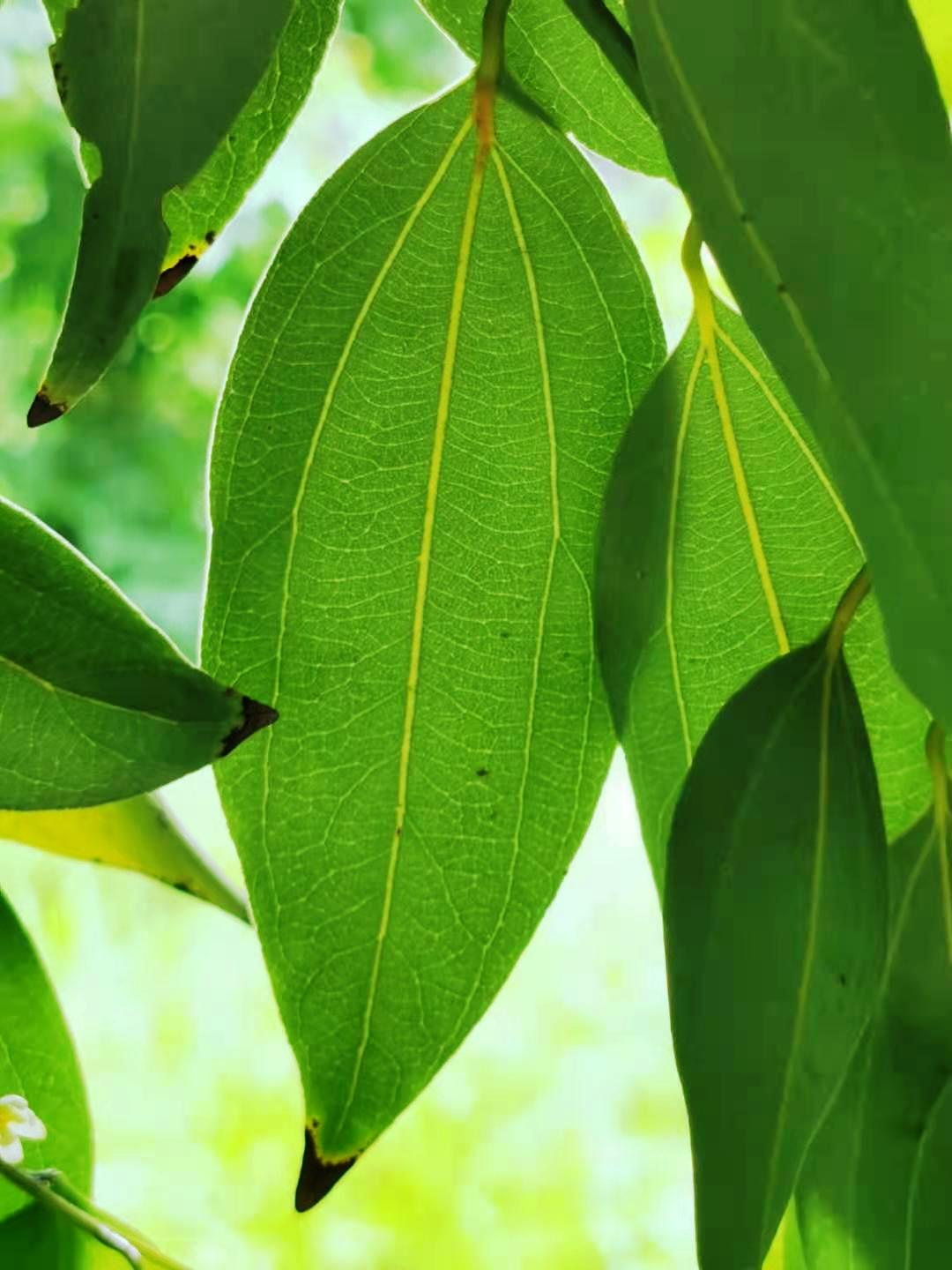
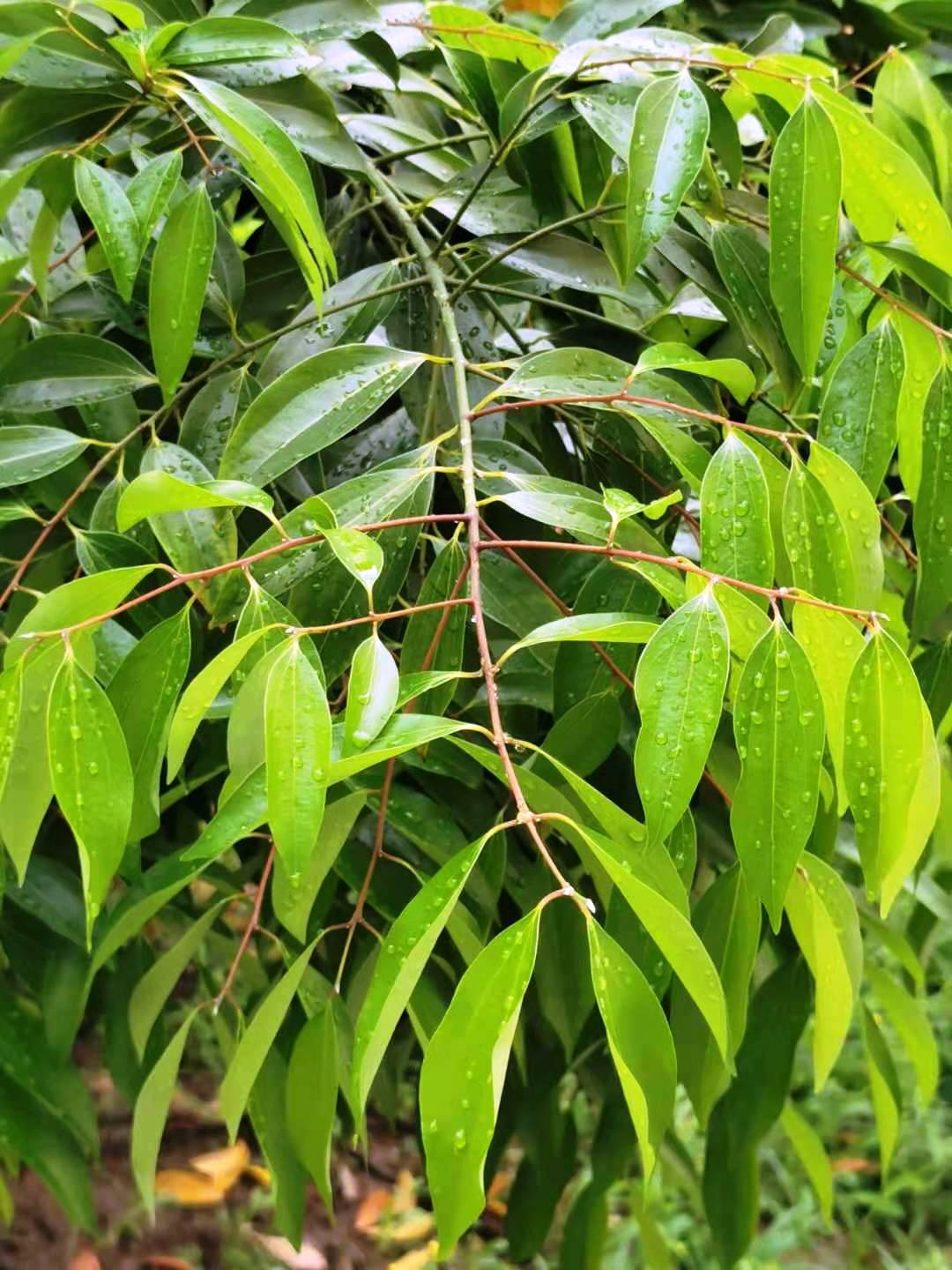
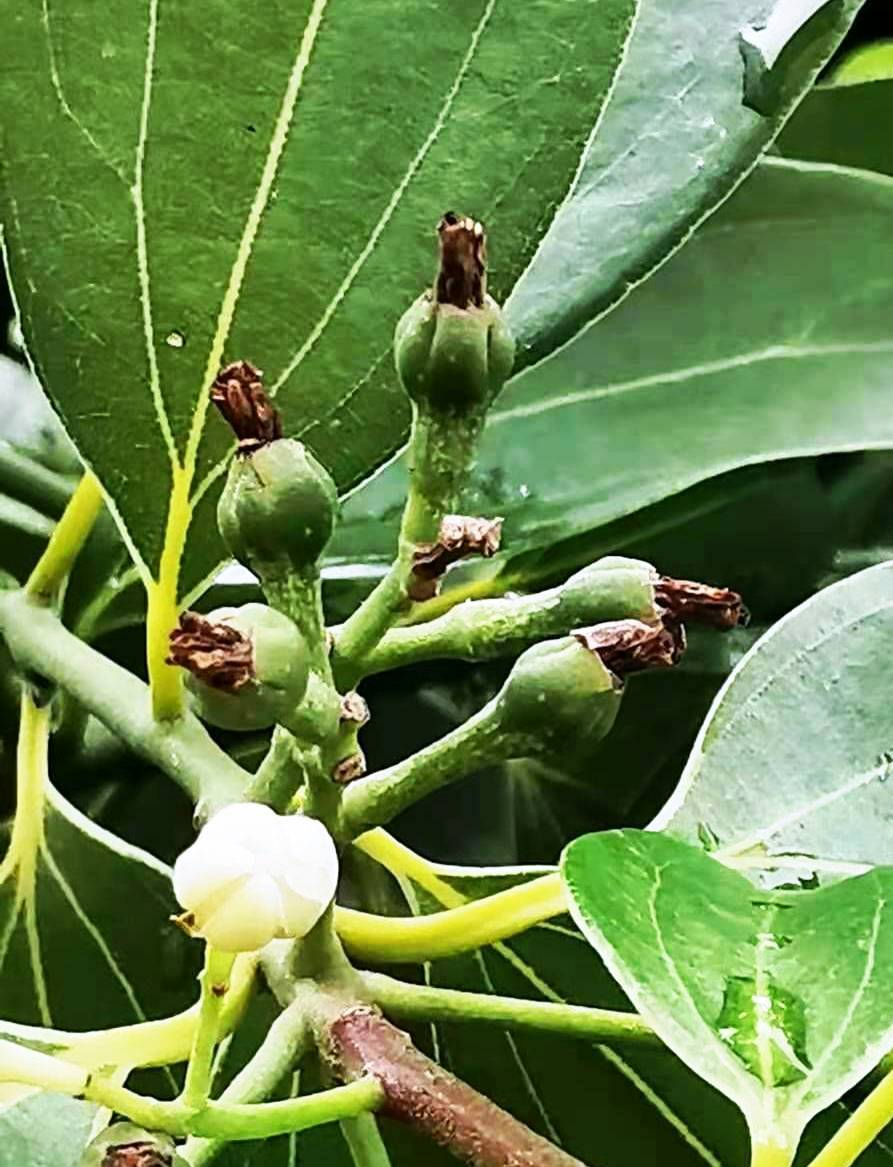
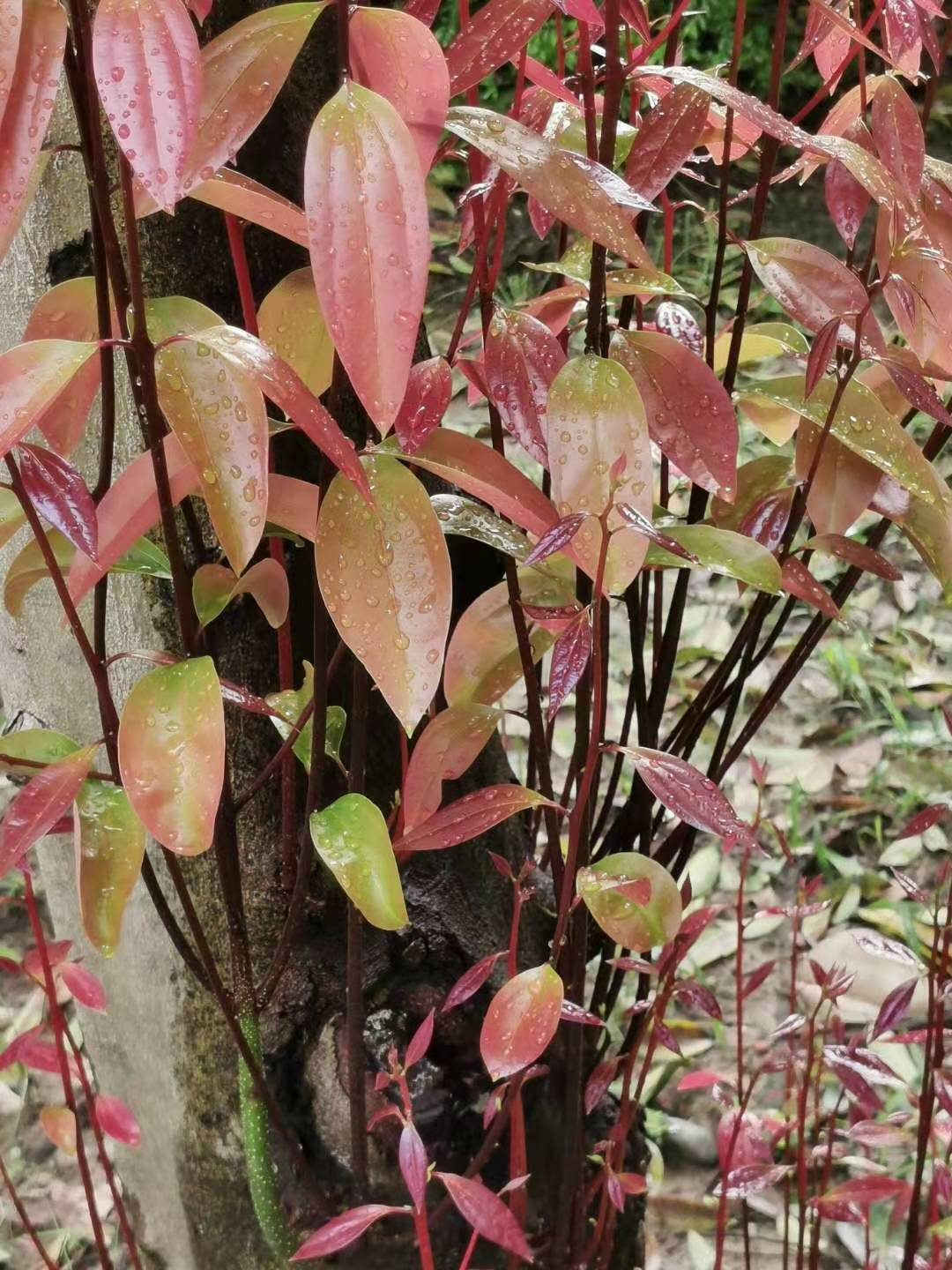
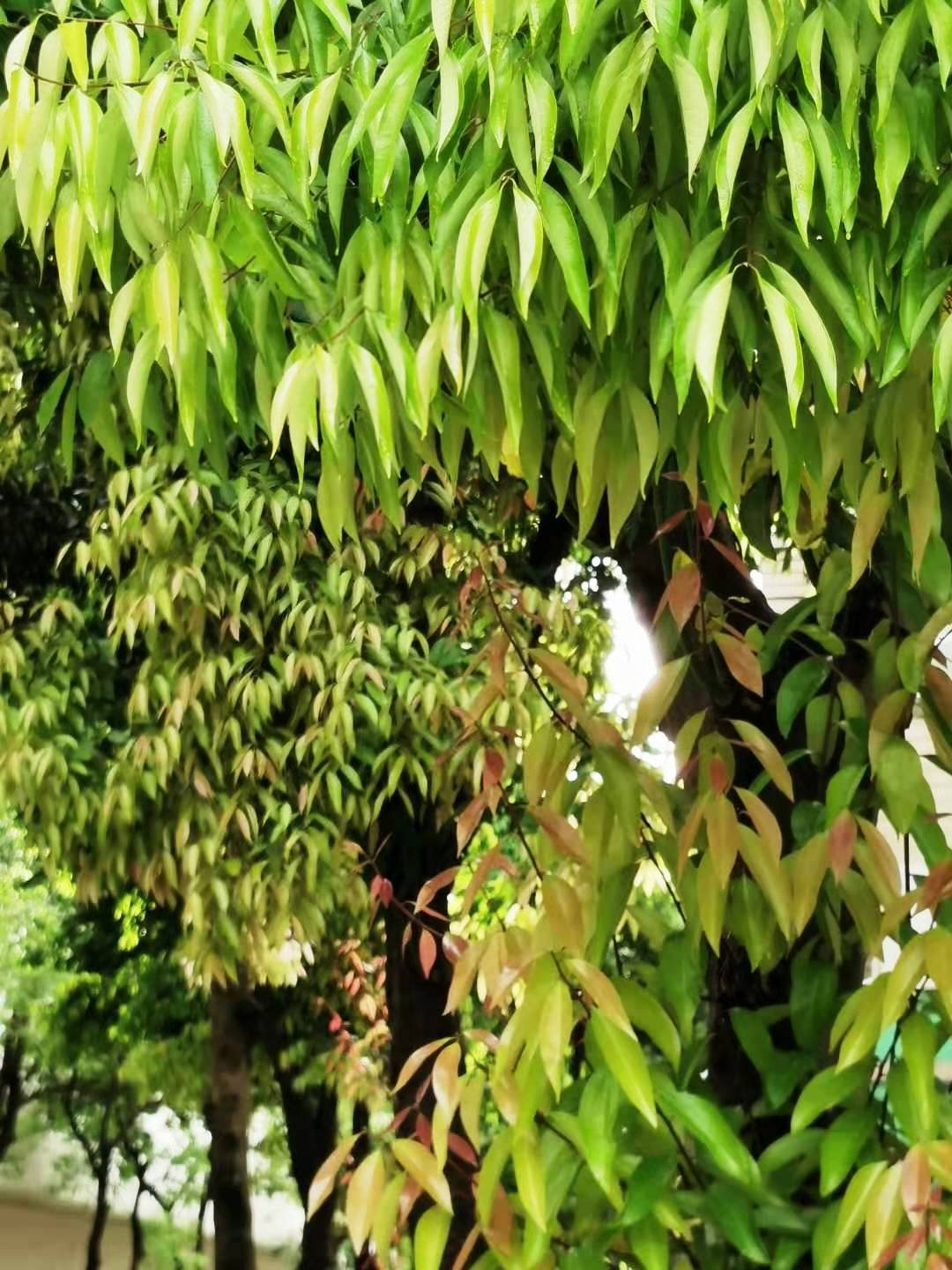
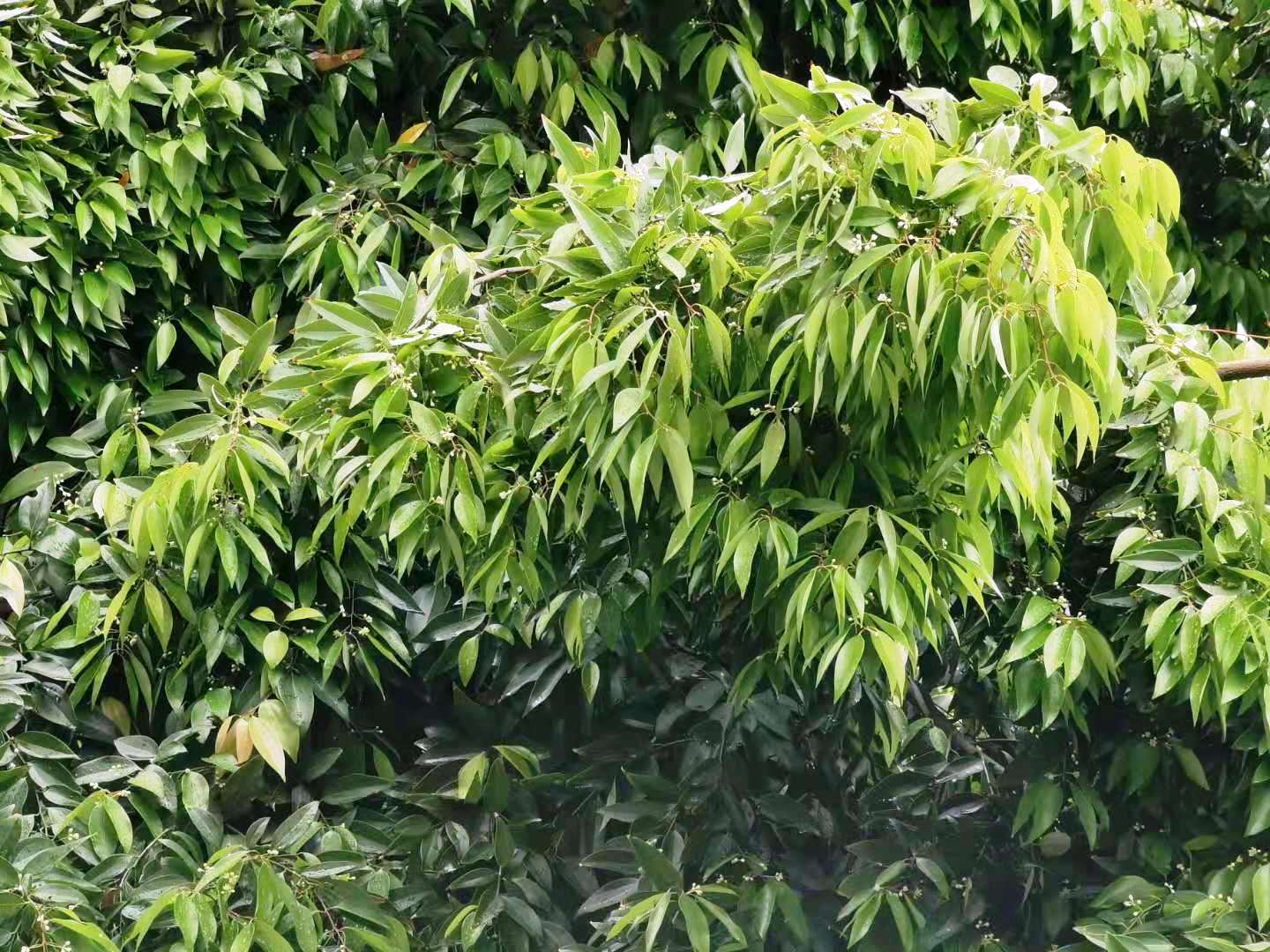
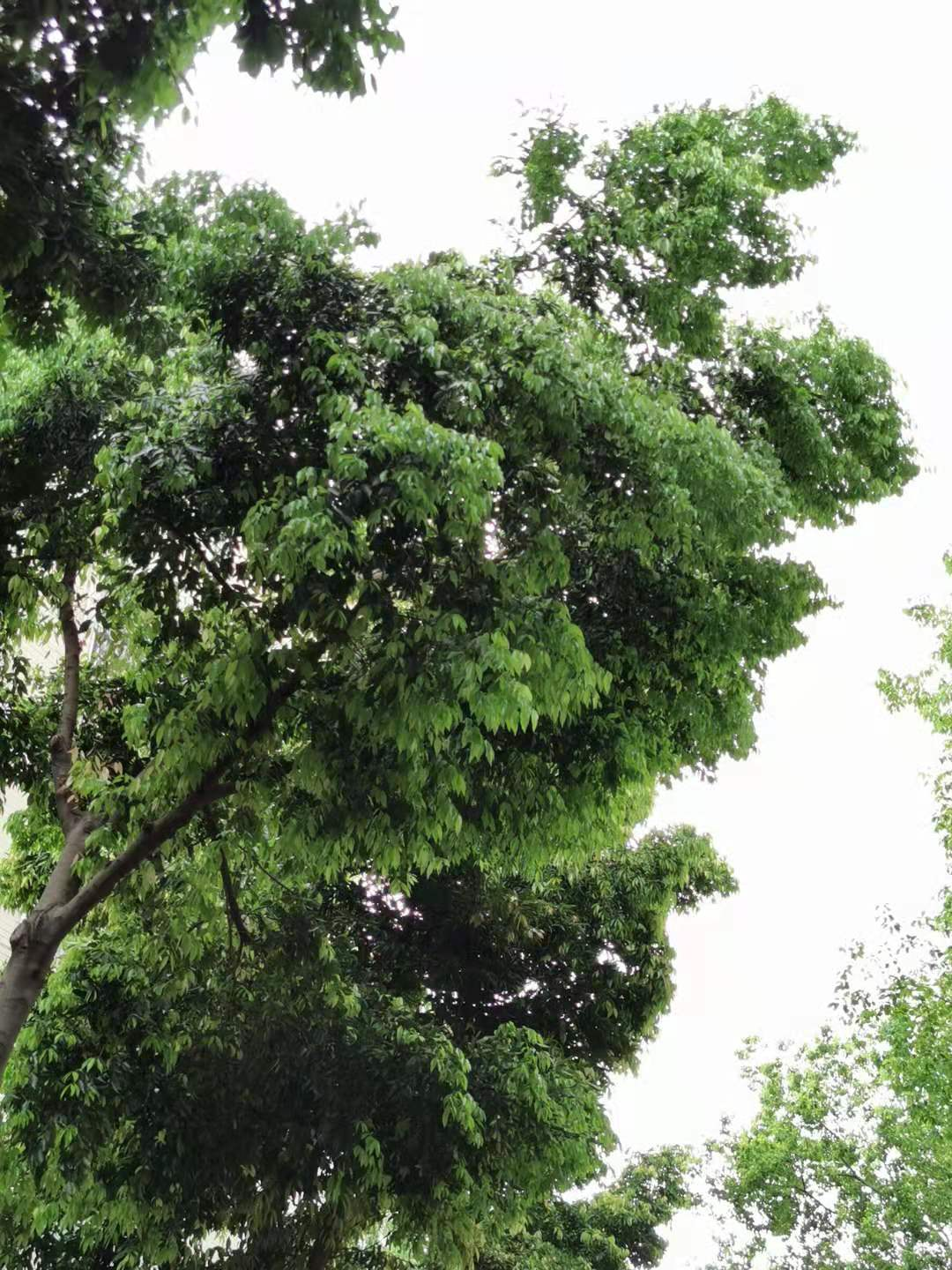